# Blackburn Kangaroo
Pour les articles homonymes, voir Kangourou (homonymie).
Le Blackburn Kangaroo est un avion militaire de la Première Guerre mondiale.